# Zaleptus yodai
Zaleptus yodai is een hooiwagen uit de familie Sclerosomatidae.